# 津島市立神守中学校
津島市立神守中学校（つしましりつ かもりちゅうがっこう）は、愛知県津島市百島町にある公立中学校。

## 概要
- 津島市立神守小学校校区、津島市立蛭間小学校校区、津島市立高台寺小学校校区の生徒が通学する[1]。
- 旧・海部郡神守村の中学校であった。

## 沿革
- 1947年（昭和22年）
  - 4月1日 - 神守村立神守中学校として開校。
  - 4月18日 - 開校式を行う。
- 1948年（昭和23年）6月 - 新校舎の起工式を行う。
- 1949年（昭和24年）
  - 3月3日 - 2月25日に上棟式を行った新校舎（後の北校舎）が、大風により倒壊。直ちに再建を始める。
  - 4月19日 - 新校舎の上棟式を行う。
  - 7月10日 - 新校舎が完成する。
- 1954年（昭和29年）12月3日 - 南校舎が完成する。
- 1955年（昭和30年）1月1日 - 神守村が津島市に編入される。同時に津島市立神守中学校に改称する。
- 1959年（昭和34年）
  - 9月26日 - 伊勢湾台風により校舎が被害を受け、休校となる。
  - 10月12日 - 授業を再開する。
- 1961年（昭和36年）10月4日 - 体育館が完成する。
- 1962年（昭和37年）7月20日 - プールが完成する。
- 1970年（昭和45年）10月9日 - 新校舎（鉄筋コンクリート造）が完成する。
- 1973年（昭和48年）3月30日 - 校舎を増築する。
- 1979年（昭和54年）4月29日 - 火災により南校舎（1954年完成）の一部が焼失する。
- 1980年（昭和55年）3月30日 - 南新館（特別棟）が完成する。
- 1989年（平成元年）9月28日 - 柔道場が完成する。
- 1999年（平成11年）6月 - プールが老朽化のため閉鎖。津島市営プールを使用することとなる。
- 2011年（平成23年）1月23日 - 新武道館が完成する。

## 交通アクセス
- 津島市ふれあいバスCコース、「神守中学校南」バス停より徒歩約3分。

## 周辺施設
- 愛知県立津島東高等学校
- 津島市立神守小学校
- 津島市立高台寺小学校
- 津島市生涯学習センター

## 主な出身者
- 神野大地 - 陸上競技選手兼指導者（長距離走・マラソン・駅伝競走）
  - 同中学校在学時は陸上部に所属。青山学院大学陸上競技部の3年生時、2015年正月の第91回箱根駅伝において、5区・山登りで区間新記録（当時）を樹立。さらに、青山学院大学では初の箱根駅伝往路＆総合優勝にも貢献し、「3代目山の神」「山の神野」と称された[2]。